# Tây Tiến
Tây Tiến là một bài thơ của nhà thơ Việt Nam Quang Dũng, được sáng tác vào năm 1948 và được phát hành lần đầu ở Tạp chí Văn nghệ số 11 và 12, năm 1949.

## Tổng quan
"Trung đoàn Tây Tiến" là tên một đơn vị quân đội được thành lập năm 1947, nơi mà Quang Dũng làm chức vụ Đại đội trưởng ở tiểu đoàn 212, có nhiệm vụ phối hợp với quân đội Lào chống quân đội của thực dân Pháp trong thời kỳ Kháng chiến chống Pháp (1945-1954). Chiến sĩ trong đoàn quân này phần đông là thanh niên Hà Nội, trong đó có nhiều học sinh, sinh viên (như nhà thơ Quang Dũng). Chiến đấu khắp các địa bàn thuộc tỉnh Sơn La, Lai Châu, Hòa Bình, miền Tây Thanh Hóa, Sầm Nưa (Lào), trong những hoàn cảnh rất gian khổ, vô cùng thiếu thốn, bệnh sốt rét hoành hành dữ dội, nhưng "họ sống rất lạc quan và chiến đấu dũng cảm."
Về thành phần của Trung đoàn Tây Tiến, trái với nhận định của sách giáo khoa Ngữ văn 12 nói trên, (phần đông là thanh niên Hà Nội), theo báo Quân đội nhân dân, Trung đoàn Tây Tiến bao gồm tiểu đoàn 212 Liên khu 3 (đổi thành Tiểu đoàn 150); Tiểu đoàn 90 thuộc Trung đoàn 41 chiến khu 3 Hải Phòng (đổi thành Tiểu đoàn 57); Tiểu đoàn 60 thuộc Trung đoàn 37 chiến khu 2 Hòa Bình và Tiểu đoàn 145 Liên khu 3 Hà Nội (đổi thành Tiểu đoàn 164).
Theo lời kể lại của Quang Dũng, Trung đoàn Tây Tiến "gồm các chiến sĩ tình nguyện khu III, khu IV và tự vệ thành Hà Nội trước thuộc trung đoàn Thủ Đô".. Vì vậy, khi giảng dạy, nhận định về thành phần của trung đoàn Tây Tiến cần thận trọng. 
Quang Dũng dùng thuật ngữ "Miền Tây" khi nói về quá trình hoạt động của mình ở vùng phía Tây Thanh Hóa, Tây Bắc và Lào nhưng việc định danh "Miền Tây" là vùng, miền nào vẫn chưa rõ ràng, có lẽ là các vùng phía Tây Hà Nội như Tây Bắc, phía Tây Thanh Hóa. Hiện sách giáo khoa Ngữ văn 12 dùng từ "miền Tây" để chỉ các địa danh xuất hiện trong bài Tây Tiến, bản sách trước đây cho là vùng Tây Bắc. 
Có một số sách viết rằng bài thơ viết về Tây Bắc (tức vùng chứa các tỉnh Hòa Bình, Sơn La, Điện Biên, Lai Châu, Lào Cai, Yên Bái) nhưng bài thơ có nhắc tới các địa danh Sài Khao, Mường Lát thuộc tỉnh Thanh Hóa tức vùng Bắc Trung Bộ. Vì vậy căn cứ theo các địa danh xuất hiện trong bài thơ, việc đưa ra các nhận định, đánh giá cần khách quan, chính xác.

### Các địa danh trong trong bài thơ

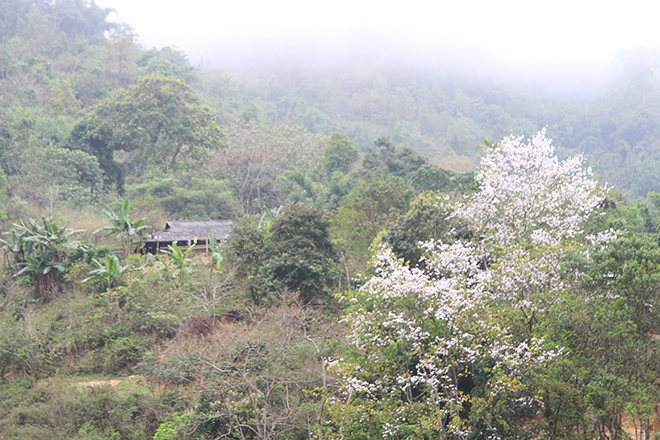
Một bức ảnh ở Sài Khao, Mường Lát, Thanh Hóa

- Sông Mã: Tên một con sông xuất phát từ Lào, chảy qua địa phận tỉnh Điện Biên, Sơn La rồi qua Lào, sao đó lại chảy qua Việt Nam mà điểm tiếp giáp là xã Tam Chung, huyện Mường Lát, tỉnh Thanh Hóa. Sông Mã có tổng chiều dài 512 km, trong đó đoạn chảy trên tỉnh Điện Biên dài 58km (11%), đoạn chảy qua tỉnh Sơn La dài 82 km (16%), đoạn chảy qua tỉnh Hủa Phăn (Lào) dài 102km (20%), và đoạn chảy qua tỉnh Thanh Hoá dài 270km (53%).[6]

- Sài Khao: Sài Khao là một trong 16 bản của xã Mường Lý, huyện Mường Lát, tỉnh Thanh Hóa, nằm cách trung tâm xã khoảng 22km về phía Tây. Trong tiếng Thái, Sài Khao có nghĩa là cát trắng.[7]
- Mường Lát: huyện Mường Lát, tỉnh Thanh Hóa, vùng đất phên giậu giáp ranh đất Lào.[8]

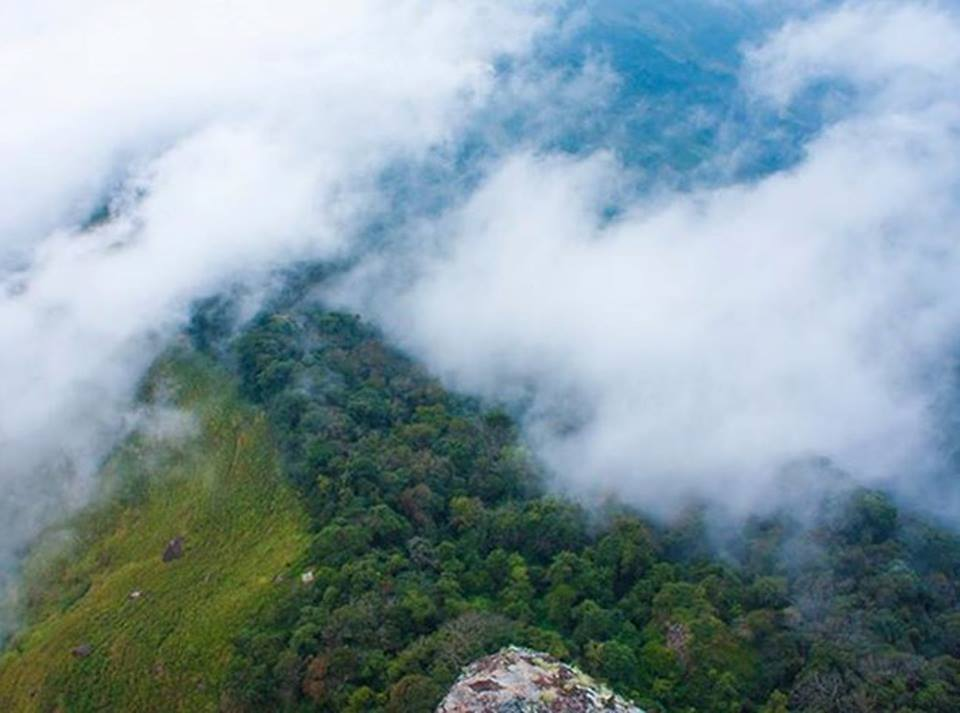
Hình ảnh ở Pha Luông, Mộc Châu, Sơn La

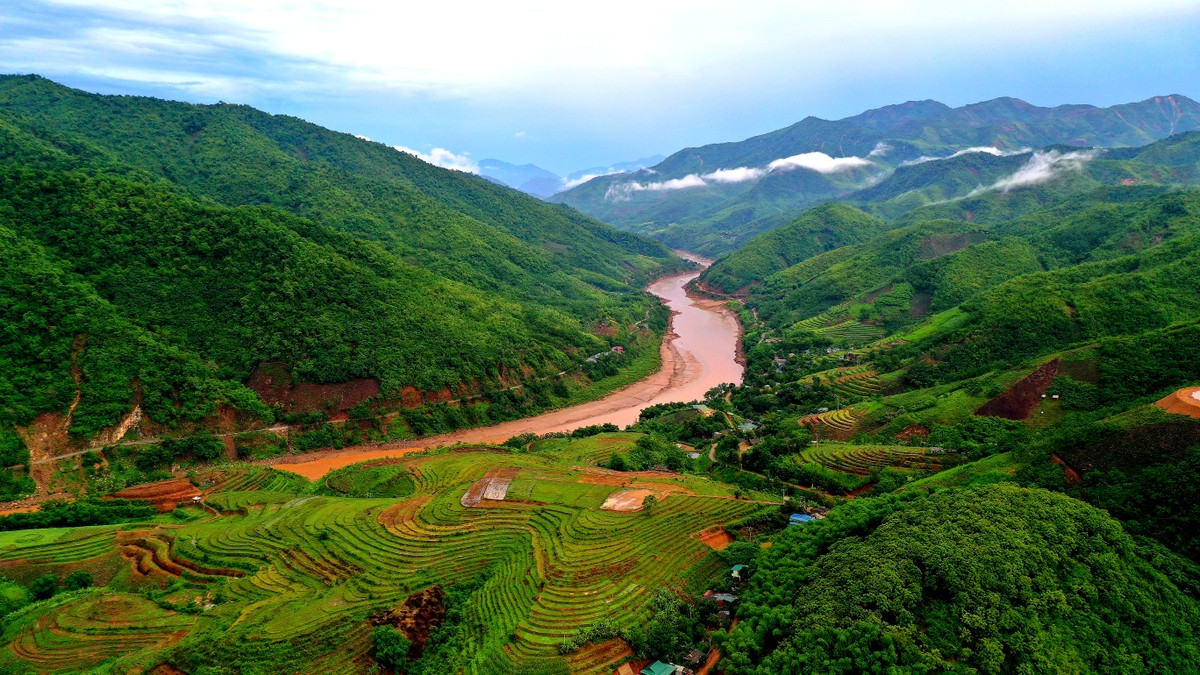
Sông Mã, hình ảnh sông Mã chảy qua huyện Mường Lát, Thanh Hóa

- Pha Luông: Đại ngàn Pha Luông có độ cao gần 2.000m, án ngữ khu vực biên giới Việt Lào, nằm ở phía Đông huyện Mộc Châu, tỉnh Sơn La, cách thị trấn Mộc Châu khoảng 30km. Khi đứng trên đỉnh cao Sài Khao, có thể quan sát được dãy Pha Luông. Trong tiếng Thái, “Pha Luông” có nghĩa là bức thành lớn, bức vách lớn.[9]
- Mường Hịch: Nó còn có tên gọi khác là Mai Hịch, Mai Hịch là một xã nằm ở phía Tây Nam của huyện Mai Châu, cách trung tâm huyện 13 km, giáp ranh với 2 xã thuộc huyện Quan Hóa tỉnh Thanh Hóa.[10]
- Mai Châu: huyện Mai Châu, tỉnh Hòa Bình.
- Châu Mộc: huyện Mộc Châu, tỉnh Sơn La, trong Kháng chiến chống Pháp, vốn là nơi tập kết của Trung đoàn Tây Tiến, để từ đây bộ đội tỏa đi khắp chiến trường Tây Bắc - Thượng Lào. Nơi đây có Khu di tích lịch sử lưu niệm Trung đoàn 52 Tây Tiến.[11]
- Viên Chăn: Thủ đô của nước Lào.
- Sầm Nứa: Có tên gọi khác là Sầm Nưa, là tên một thị trấn, nay là thủ phủ tỉnh Huổi Phăn, Lào.[12]

## Phát hành và đón nhận
Theo sách Ngữ văn 12 (căn bản): 
Với cảm hứng lãng mạn và ngòi bút tài hoa, Quang Dũng đã khắc họa thành công hình tượng người lính Tây Tiến trên nền cảnh thiên nhiên núi rừng miền Tây Bắc hùng vĩ, dữ dội và mĩ lệ. Hình tượng người lính Tây Tiến mang vẻ đẹp lãng mạn, đậm chất bi tráng sẽ còn có sức hấp dẫn lâu dài đối với người đọc.
. 
Theo tác giả bài thơ: “Hồi đó, tấm lòng và cảm xúc của mình ra sao thì viết vậy. Tôi chả có chút lý luận gì về thơ cả. Dẫu sao bài thơ Tây Tiến có cái hào khí lãng mạn của một thời gắn với lịch sử kháng chiến anh dũng của dân tộc. Từ Tây Tiến trở đi, tôi làm nhiều thơ hơn, các bài Đường mười hai, Ngược đường số 6, Đôi mắt người Sơn Tây...”,

## Bài thơ
Sông Mã xa rồi Tây Tiến ơi!
Nhớ về rừng núi, nhớ chơi vơi.
Sài Khao sương lấp đoàn quân mỏi,
Mường Lát hoa về trong đêm hơi.
Dốc lên khúc khuỷu dốc thăm thẳm,
Heo hút cồn mây, súng ngửi trời.
Ngàn thước lên cao, ngàn thước xuống,
Nhà ai Pha Luông mưa xa khơi.

Anh bạn dãi dầu không bước nữa,
Gục lên súng mũ bỏ quên đời!
Chiều chiều oai linh thác gầm thét,
Đêm đêm Mường Hịch cọp trêu người.
Nhớ ôi Tây Tiến cơm lên khói,
Mai Châu mùa em thơm nếp xôi.
Doanh trại bừng lên hội đuốc hoa,
Kìa em xiêm áo tự bao giờ.
Khèn lên man điệu nàng e ấp,
Nhạc về Viên Chăn xây hồn thơ.
Người đi Châu Mộc chiều sương ấy,
Có thấy hồn lau nẻo bến bờ?
Có nhớ dáng người trên độc mộc,
Trôi dòng nước lũ hoa đong đưa?
Tây Tiến đoàn binh không mọc tóc,
Quân xanh màu lá dữ oai hùm.
Mắt trừng gửi mộng qua biên giới,
Đêm mơ Hà Nội dáng kiều thơm.
Rải rác biên cương mồ viễn xứ,
Chiến trường đi chẳng tiếc đời xanh.
Áo bào thay chiếu, anh về đất,
Sông Mã gầm lên khúc độc hành.
Tây Tiến người đi không hẹn ước,
Đường lên thăm thẳm một chia phôi.
Ai lên Tây Tiến mùa xuân ấy,
Hồn về Sầm Nứa chẳng về xuôi.